# And a Little Child Shall Lead Them

And a Little Child Shall Lead Them est un film muet américain réalisé par D. W. Griffith, sorti en 1909.

## Synopsis
Au bord de la rupture, un couple se réconcilie grâce à leur petite fille.

## Fiche technique
- Titre : And a Little Child Shall Lead Them
- Réalisation et scénario : D. W. Griffith
- Société de production et de distribution : American Mutoscope and Biograph Company[1]
- Photographie : G. W. Bitzer
- Pays :  États-Unis
- Format[2] : Noir et blanc - Muet - 1,33:1[3] - 35 mm[3],[4]
- Longueur de pellicule : 340 pieds (104 mètres[3])
- Durée : 4 minutes (à 16 images par seconde)[2]
- Genre : Drame[4]
- Date de sortie : 22 mars 1909

## Distribution
Les noms des personnages proviennent de l'Internet Movie Database.
- Arthur V. Johnson : le père
- Marion Leonard : la mère
- Florence Lawrence
- Adele DeGarde : la fille
- John Tansey
- David Miles : l'avocat[4],[5]
- Anita Hendrie : la domestique[4],[5]
- Mack Sennett : le domestique[4],[5]

## Autour du film
Les scènes du film ont été tournées les 22 et 24 février 1909 dans le studio de la Biograph à New York.
À sa sortie, le film a été présenté sur la même bobine que The Deception. Une copie du film est conservée à la Bibliothèque du Congrès.

### Source
- Jean-Loup Passek et Patrick Brion, D.W. Griffith : Le Cinéma, Paris, Cinéma/Pluriel - Centre Georges Pompidou, 1982, 216 p. (ISBN 2-86425-035-7)